# 증약역
증약역(Jeungyak station, 增若驛)은 충청북도 옥천군 군북면에 위치했던 경부선의 역이다. 과거에는 역사(驛舍)가 존재하였으며, 지금도 승강장의 흔적과 함께 역 인근에 경부선의 폐지된 터널인 증약터널이 남아 있다. 폐역 후 오랜 시간이 지났는데도 불구하고 많은 지도 자료에서 이 역을 표시하고 있다.

## 역사
- 1905년 1월 1일 : 경부선 개통과 함께 영업 개시
- 1910년 6월 25일 : 폐지[1]
- 1956년 2월 21일 : 무배치간이역으로 영업 재개[2]
- 1965년 11월 1일 : 배치간이역으로 승격[3]
- 1969년 8월 1일 : 무배치간이역으로 격하[4]
- 1974년 8월 15일 : 폐지[5]